# Maurice Rabier
Maurice Rabier, né le 12 novembre 1907 à Oran et mort le 28 juillet 1999 à Pontault-Combault, est un homme politique français. Il est député d'Oran de 1945 à 1955 et siège avec le groupe socialiste.